# Vorstendom Piëmont
Het vorstendom Piëmont (Italiaans: Principe di Piemonte, Frans:  Principauté de Piémont) was een heerlijkheid in de Piëmont. Het werd als hertogdom gevormd in 1416, tot vorstendom verheven in 1418 en het ging in 1861 op in het Koninkrijk Italië. 
Het vorstendom Piëmont was een van de domeinen van het Huis Savoye, waarbij de heer van de Piëmont lid was van het huis Savoye-Achaea. Het vorstendom werd gebruikt als apanage, een domein dat werd beheerd door een niet-regerend lid van het huis. Toen de hertogen van het Huis Savoye koning van Sardinië werden, ging de troonopvolger uit het huis de titel Vorst van de Piëmont voeren. De eerste die het domein op deze titulaire manier gebruikte was  Victor Amadeus I.